# إليزابيث دونكان
إليزابيث دونكان (بالإنجليزية: Elisabeth Duncan)‏ هي معلمة موسيقى أمريكية، ولدت في 8 نوفمبر 1871 في سان فرانسيسكو في الولايات المتحدة، وتوفيت في 1 ديسمبر 1948 في توبينغن في ألمانيا.